# Люга (река)
Люга́ (устар. Льюга) — река в России, протекает по Кизнерскому району Удмуртской Республики и Вятскополянском районе Кировской области. Левый приток Вятки (бассейн Волги).
Длина реки составляет 72 км. Площадь водосборного бассейна — 734 км².

## География
Люга обеспечивает сток центральной части Кизнерского района в Вятку. Начинается слиянием нескольких истоков около одноимённой деревни, течёт в общем направлении на юго-запад. Ниже деревни Люга течёт по широкой равнине, справа впадают реки Учур, Солунер, Узюк и Сухой Узюк, слева — Ягулка. Ниже Ягулки на левом берегу деревня Ягул, на правом — деревня Липовка, затем на двух берегах посёлок городского типа Кизнер, в котором Люга запружена. Ниже Кизнера справа впадает река Синярка, слева — Тыжма, берега заболочены. По правому берегу реки проложена железнодорожная линия Вятский Поляны — Можга — Агрыз, около реки находится станция Кочетло (село Кочетло находится на левом берегу в 2 км от реки). Ниже на двух берегах деревня Черново. Перед устьем река заходит в Кировскую область. Впадает в Вятку в 82 км от устья последней в селе Усть-Люга.

## Данные водного реестра
По данным государственного водного реестра России относится к Камскому бассейновому округу, водохозяйственный участок реки — Вятка от города Вятские Поляны и до устья, речной подбассейн реки — Вятка. Речной бассейн реки — Кама.
Код объекта в государственном водном реестре — 10010300612111100040431.